# Aju-dong
Aju-dong (koreanska: 아주동) är en stadsdel i staden Geoje i provinsen Södra Gyeongsang, i den södra delen av Sydkorea,
300 km sydost om huvudstaden Seoul. Aju-dong ligger på östra delen av ön Geojedo. Stadsdelen består till stor del av ett skeppsvarv tillhörande Daewoo Shipbuilding & Marine Engineering som också har sitt huvudkontor här.